# Sarah Douglas
Sarah Douglas (født 12. december 1952) er en engelsk skuespillerinde. Hun er bedst kendt for sin rolle som Ursa i Superman (1978) og Superman 2 (1980).